# Volčkova vas
Volčkova vas – wieś w Słowenii, w gminie Šentjernej. W 2018 roku liczyła 77 mieszkańców.